# Hughes Tank Breaker
Hughes Tank Breaker — переносной противотанковый ракетный комплекс (ПТРК), разрабатывавшийся компанией Hughes Aircraft совместно с ITT Corporation в рамках программы Tank Breaker в 1978–1984 гг. с использованием более ранних наработок (в части отдельных элементов головки самонаведения). Вышел в лидеры и был принят для предварительных приёмочных испытаний в Форт-Ирвин весной 1984 года. Программа работ финансировалась Агентством по перспективным оборонным научно-исследовательским разработкам США. На проведение научно-исследовательских работ и концептуализацию проекта компании-разработчику было выделено около $1 млн. На разработку и испытания головки самонаведения ещё ок. $15 млн. Программа совместных испытаний предусматривала 24 пуска ракет по мишеням (не считая опытных пусков ракет на проводе) в течение двух лет. Комплекс конкурировал с опытными образцами других компаний-изготовителей и одновременно с прототипами проекта IMAAWS, а затем Rattler. Полная боевая масса комплекса не превышала 15,9 кг. Де-факто одержал победу в конкурсе, но в силу бюджетных ограничений на вооружение не принимался, серийно не производился. Помимо основного варианта с инфракрасной головкой самонаведения, прорабатывался вариант с комбинированной системой наведения (наведение по оптико-волоконному проводу с инфракрасной головкой самонаведения одновременно или только в режиме самонаведения), который имел дальнейшее развитие в виде комплекса FOG-M.

## Назначение
Среди поражаемых целей — бронеобъектов различного типа заявленных компанией-разработчиком, отмечалась возможность применения ПТРК против объектов бронетехники, винтокрылых летательных аппаратов и летательных аппаратов с неподвижным крылом, полевых укреплений. Ключевым полезным свойством комплекса, по словам представителей топ-менеджмента компании-разработчика, было повышение живучести стрелка на поле боя.

## Техническое описание
Комплекс состоял из: 

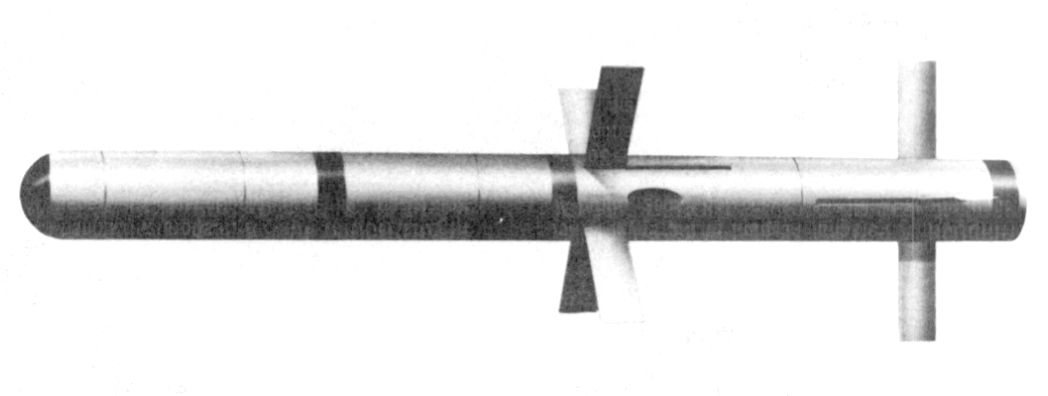
Массо-габаритный макет ракеты (1982)

1. Пускового механизма с прицельным приспособлением (универсальным прицелом) многоразового использования;
2. Противотанковой управляемой ракеты, герметично запаянной в пусковой контейнер (пусковую трубу) одноразового использования;
3. Блока питания одноразового использования.

Для удобства переноски ПТРК в походном положении на ремне через плечо, а также непосредственно на поле боя на плече или в руке, либо в других условиях, пусковая труба была оснащена четырёхточечным ремнём регулируемой длины и мягкой ручкой. ПТРК приводился в готовность к боевому применению путём пристыковки через специальные аналоговые разъёмы пускового механизма и блока питания к пусковой трубе, после чего с передней части пусковой трубы снималась заглушка, происходила разгерметизация пусковой трубы — комплекс был готов к бою (задняя заглушка перед стрельбой не отстыковывалась). Огонь вёлся из положения стоя, с колена или лёжа, стрелок упирался правым плечом в плечевой упор (двустороннее размещение прицела для удобства эксплуатации комплекса левшой предусмотрено не было), после чего осуществлял наведение ракеты на цель, захват и сопровождение цели, дождавшись светозвукового сигнала подтверждающего надёжный захват цели головкой самонаведения ракеты нажимал и удерживал кнопку пуска на рукоятке пускового механизма, в результате чего замыкалась электрическая цепь запуска, происходила отцепка ракеты с точек подвески, удерживающих её в неподвижном состоянии на внутренней поверхности пусковой трубы, приводился в действие выбрасывающий двигатель, происходил сход ракеты с точек подвески и её выход из пусковой трубы. Далее полёт ракеты происходил в полностью автономном режиме без вмешательства стрелка, который мог тем временем сменить огневую позицию или изготовиться к повторному обстрелу цели.

## Система наведения
По заявлению компании-изготовителя головка самонаведения обладала высокой помехоустойчивостью и была способна поразить цель в условиях сложной помеховой обстановки, применения противником активных и пассивных помех, независимо от погодно-климатических условий. Инфракрасная головка самонаведения (ИК ГСН) ракеты разрабатывалась совместно с ITT Electro-Optical Products Division и имела фокальноплоскостной матричный приёмник инфракрасного излучения с массивом процессорных элементов 62 × 58, который являлся усовершенствованной моделью более раннего приёмника 32 × 32 элементов. ПЗС-матрица представляла собой микросхему сигнального процессора прямого доступа с индиевой заливкой элементов (flip chip) с элементарной ячейкой размером 3 × 3 мил (76,2 × 76,2 µм). Диодные индикаторы были замкнуты на кремниевую ПЗС-матрицу столбиковыми индиевыми выводами, сформированными методом электролитического осаждения. Функцию минимизации эффекта помех и сбоев, возникающих вследствие повреждения или выхода из строя отдельных элементов и ячеек выполнял компенсатор помех или «компенсатор неоднородностей» (Nonuniformity Compensator), который непрерывно корректировал величину смещения постоянного тока (DC offset) для каждой отдельной ячейки.

## Тактико-технические характеристики
- Тип боевой части — кумулятивная направленного действия (разрабатывалась отдельно Firestone Defense Research and Products Division);
- Масса комплекса в снаряжённом состоянии — 15,8757 кг (35 фунтов);
- Масса ракеты в пусковом контейнере — 11,3398 кг (25 фунтов);
- Масса пускового механизма с универсальным прицелом — 4,53592 кг (10 фунтов);
- Длина ракеты — 1092,2 мм (43 дюйма);
- Диаметр ракеты — 101,6 мм (4 дюйма).

## Сравнительная характеристика
| Общие сведения и сравнительная техническая характеристика прототипов противотанковых управляемых ракет Tank Breaker различных компаний-изготовителей | Общие сведения и сравнительная техническая характеристика прототипов противотанковых управляемых ракет Tank Breaker различных компаний-изготовителей | Общие сведения и сравнительная техническая характеристика прототипов противотанковых управляемых ракет Tank Breaker различных компаний-изготовителей | Общие сведения и сравнительная техническая характеристика прототипов противотанковых управляемых ракет Tank Breaker различных компаний-изготовителей | Общие сведения и сравнительная техническая характеристика прототипов противотанковых управляемых ракет Tank Breaker различных компаний-изготовителей |
| Прототип | HAC | MD/RCA | RIC | TI |
| --- | --- | --- | --- | --- |
| Задействованные структуры (генеральные подрядчики и субподрядчики работ) | | | | |
| Изготовитель (генподрядчик) | Hughes Aircraft | McDonnell Douglas | Rockwell International | Texas Instruments |
| Головка самонаведения | ITT Corporation | Radio Corporation of America | Rockwell International | Texas Instruments |
| Боевая часть ракеты | Firestone Tire and Rubber Company, Physics International Company                                                                                     | Firestone Tire and Rubber Company, Physics International Company                                                                                     | Firestone Tire and Rubber Company, Physics International Company                                                                                     | Firestone Tire and Rubber Company, Physics International Company                                                                                     |
| Концептуализация | Science and Technology Associates, Inc. | Science and Technology Associates, Inc. | Science and Technology Associates, Inc. | Science and Technology Associates, Inc. |
| Технический анализ проектов | System Planning Corporation | System Planning Corporation | System Planning Corporation | System Planning Corporation |
| Общие сведения о проекте | | | | |
| Ответственное лицо | Герман Латт | Майкл Кантелла | Роберт Агилера | Грейди Робертс |
| Общая сумма контракта, млн $ | 15 | н/д | н/д | 11,4 |
| Основные технические характеристики противотанковых управляемых ракет | | | | |
| Длина, мм | 1090 | н/д | н/д | 957 |
| Диаметр, мм | 101 | н/д | н/д | 114 |
| Масса, кг | 11,5 | н/д | н/д | 10 |
| Тип маршевого двигателя | Ракетный двигатель твёрдого топлива | Ракетный двигатель твёрдого топлива | Ракетный двигатель твёрдого топлива | Ракетный двигатель твёрдого топлива |
| Режим работы двигателя | н/д | с прогрессивным горением | с прогрессивным горением | двухрежимный |
| Основные технические характеристики фокальноплоскостных матричных приёмников инфракрасного излучения | | | | |
| Спектральный диапазон, µм | 3 — 5 | 3 — 5 | 3 — 5 | 8 — 10 |
| Основной полупроводниковый материал | антимонид индия (InSb) | силицид платины (PtSi) | арсенид-антимонид индия/антимонид галлия (InAsSb/GaSb)                                                                                               | ртутно-кадмиевый теллурид (HgCdTe) |
| Принцип работы | ПЗС (накопление) | ПЗС (накопление) | ПЗС (накопление) | ППЗ (перенос) |
| Способ усиления светочувствительности | обратная засветка (BSI) | барьер Шоттки (SB) | обратная засветка (BSI) | |
| Структура матрицы | гибридно-мозаичная | монолитная | гибридная | монолитная |
| Массив процессорных элементов | 62 × 58 | 64 × 128 | 64 × 64 | 64 × 64 |
| Межпиксельное расстояние, µм | 76 × 76 | 60 × 120 | 68 × 68 | 50 × 50 |
| Источники информации | | | | |
| - Patz, Douglas Leonard ; McDaniel, Robert Lee. Integrated Focal Plane Array Programs by DARPA (англ.). — Arlington, VA: System Planning Corporation, July 1980. — P.10–15 — 33 p. - World of aerospace: Tank Breaker (англ.). // Interavia : World Review of Aviation · Astronautics · Avionics. — Geneva: Interavia S.A., September 1981. — Vol.36 — No.9 — P.857 — ISSN 0020-5168. - Николаев А. Номенклатура вооружений: Противотанковые ракетные комплексы (электронный ресурс) // Военный паритет. — Якутск, 2007. | | | | |